# Val Roia
La val Roia (valle della Roia, nota anche con la grafia val Roja, in francese Vallée de la Roya, in roiasco/brigasco/intemelio Val Röia, in ligure Val Reuia, in occitano Val de Ròia) è una valle lunga 59 km divisa tra Italia e Francia, che prende il suo nome dal fiume Roia che la percorre interamente fino alla foce a Ventimiglia.
Interamente percorsa dalla Strada statale 20 della Valle Roja per quanto riguarda la parte italiana e  dalla Strada dipartimentale D6204 per la parte francese, comunica con Limone Piemonte e con l'Italia tramite il Colle di Tenda (1.871 m), il Traforo stradale del Colle di Tenda (lungo circa 3 km) e quello ferroviario della linea Cuneo-Ventimiglia.
La parte occidentale è compresa nel Parco nazionale del Mercantour. A valle Breglio è l'ultimo comune in territorio francese dove è situato il nuovo confine (dal 1947) con l'Italia.

## Storia

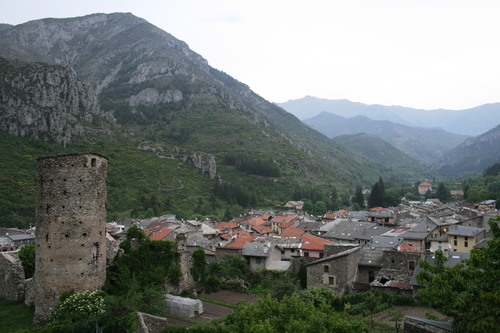
Briga Marittima

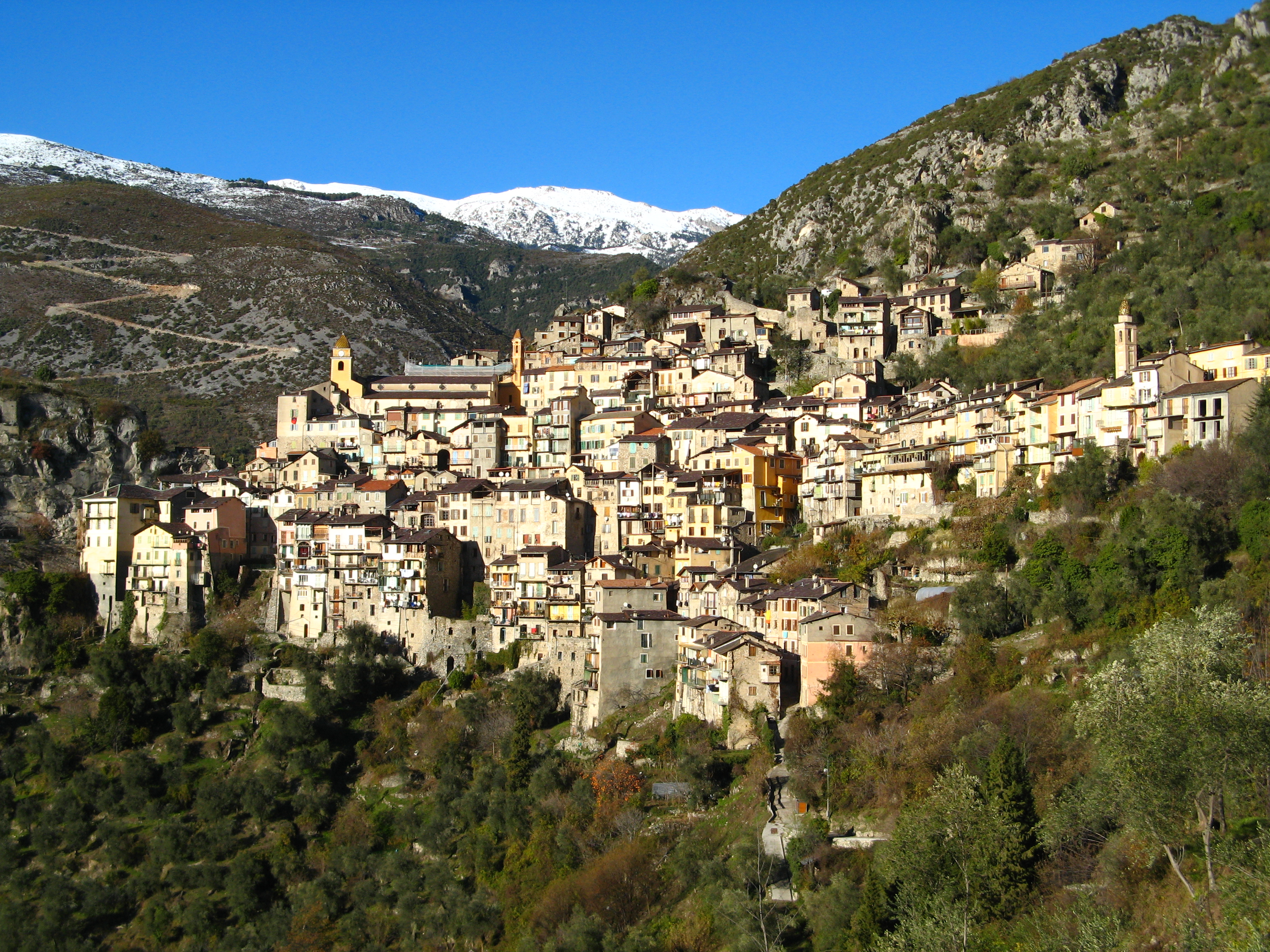
Saorgio

Nel 1860, in occasione della cessione della Contea di Nizza alla Francia, la continuità territoriale della valle venne spezzata in tre parti (alta, media e bassa valle Roia) dal duplice confine tra il Regno di Sardegna, che divenne Regno d'Italia il 17 marzo 1861, e l' Impero francese, la cui frontiera venne stabilita a valle di San Dalmazzo di Tenda, in corrispondenza dei valloni di Paganine e di Gro, e a valle di Breglio, in corrispondenza del Rio Vallon, subito prima della stazione di Piena.
La valle venne di conseguenza divisa in tre parti:
- "Alta Valle Roia", comprendente i comuni piemontesi di Tenda e Briga Marittima;
- "Media Valle Roia", comprendente i comuni francesi di Fontano, Saorgio e Breglio;
- "Bassa Valle Roia", comprendente i comuni liguri di Olivetta San Michele, Airole e Ventimiglia.

Il 15 settembre 1947, a seguito del trattato di pace con la Francia e le Potenze Alleate, l'Alta Roia divenne francese assieme alle frazioni Piena e Libri del comune di Olivetta San Michele in Bassa Roia.

## Monti

### Crinale est

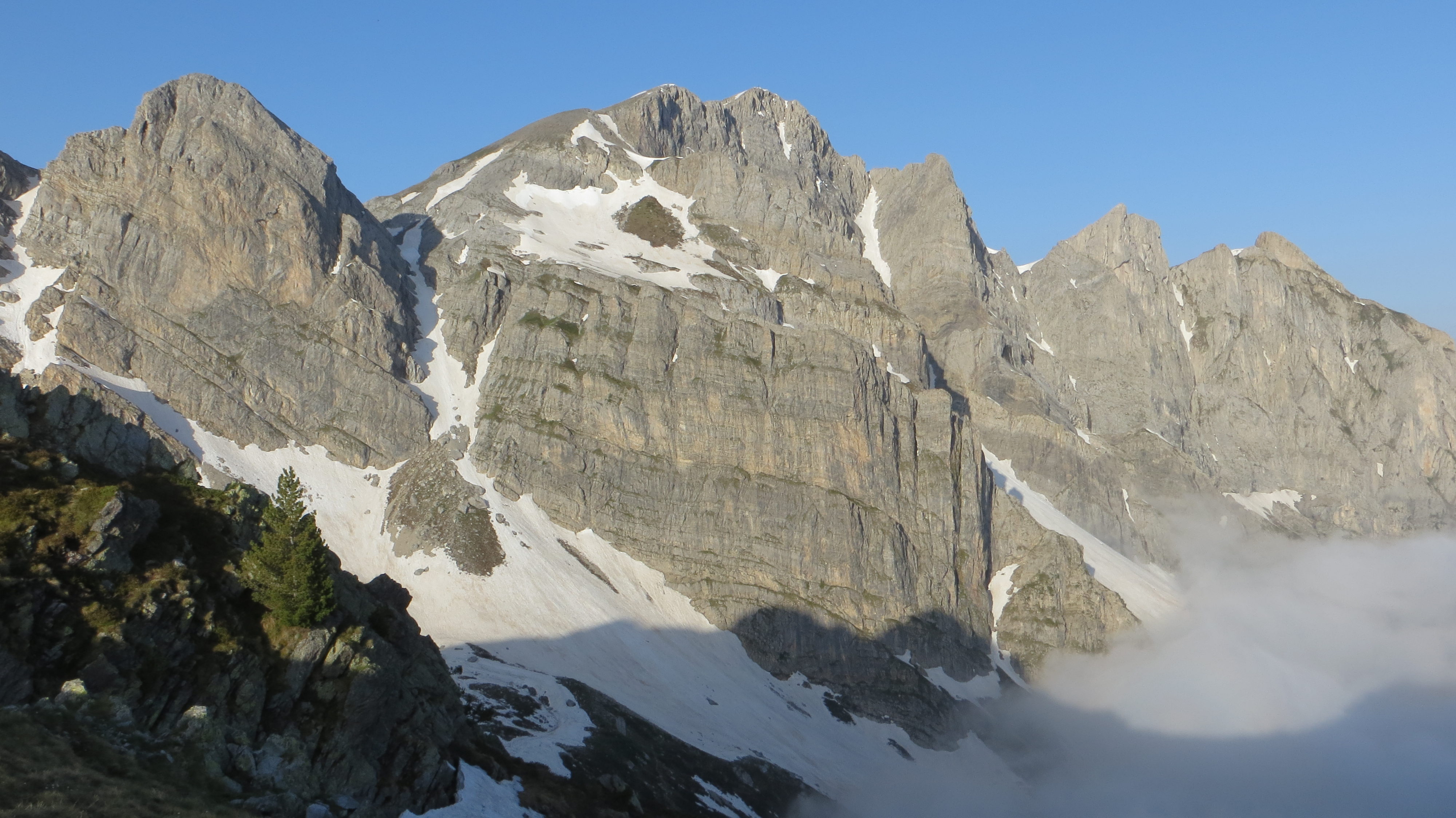
Punta Marguareis

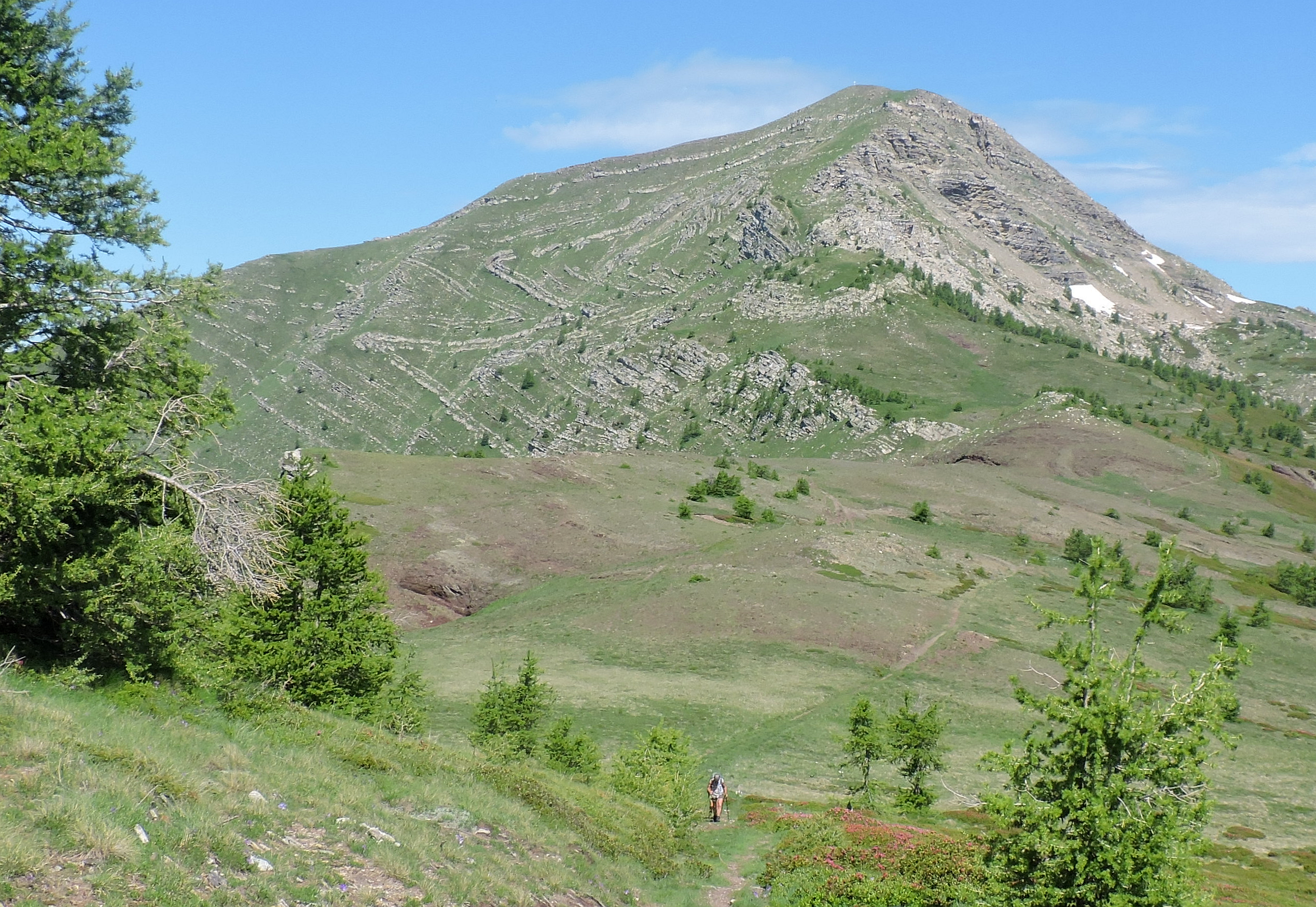
Monte Bertrand

Sono situati sul lato orientale della valle nelle Alpi Liguri:
- Monte Baraccone (514 m)
- Monte Abellio (610 m)
- Monte l'Arpetta (1.610 m)
- Monte Lega (1.556 m)
- Punta di Lugo (1.929 m)
- Monte Toraggio (1.971 m)
- Monte Pietravecchia (2.038)
- Cima di Marta (2.138 m)
- Monte Saccarello (2.200 m), il monte più alto della Liguria
- Monte Bertrand (2.481 m)
- Punta Marguareis (2.651 m), il monte più alto delle Alpi Liguri
- Testa Ciaudon (2.386 m)
- Cima del Becco (2.300 m)
- Monte Pepino (2.344 m)

### Crinale ovest

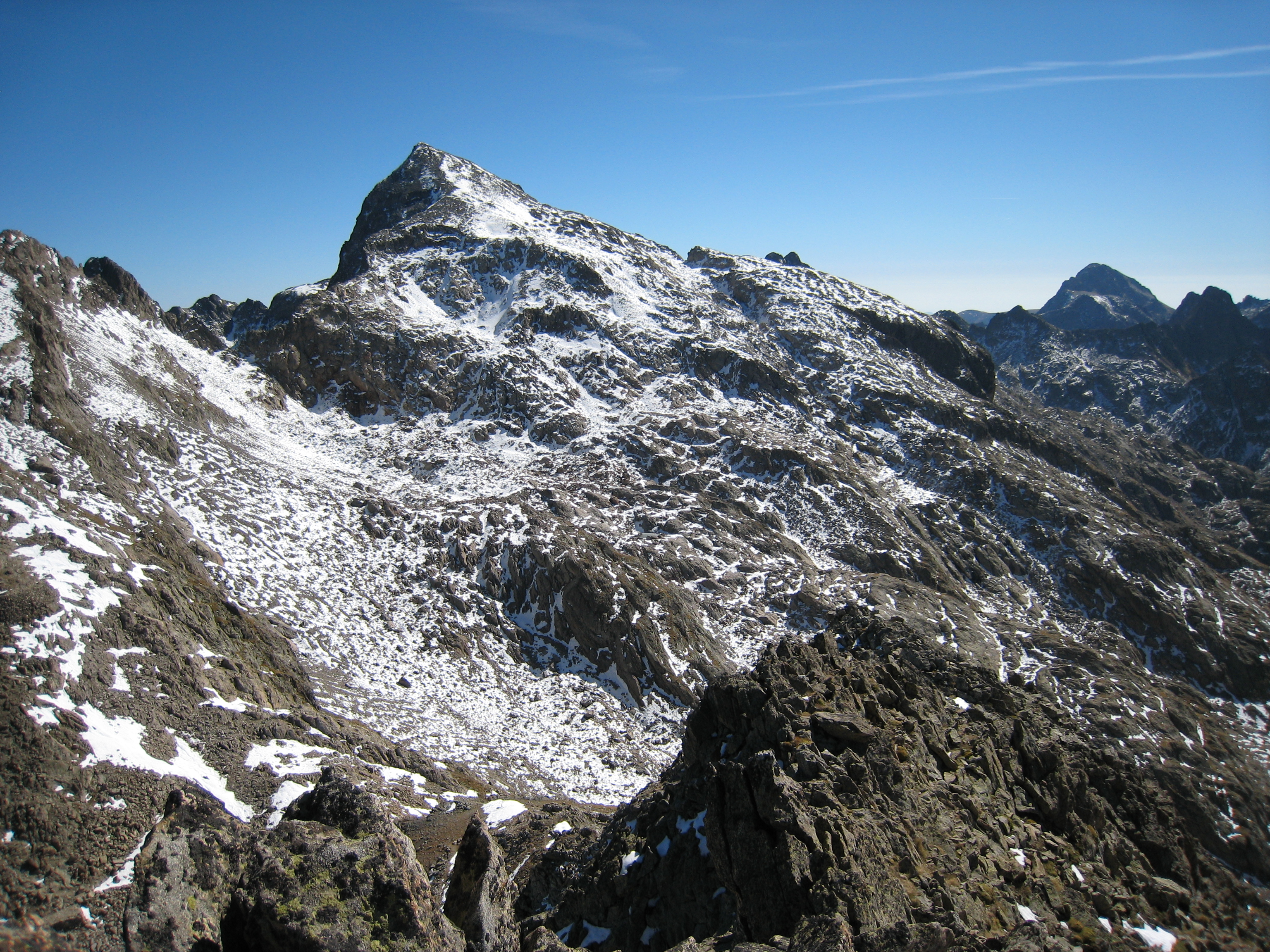
Monte Clapier

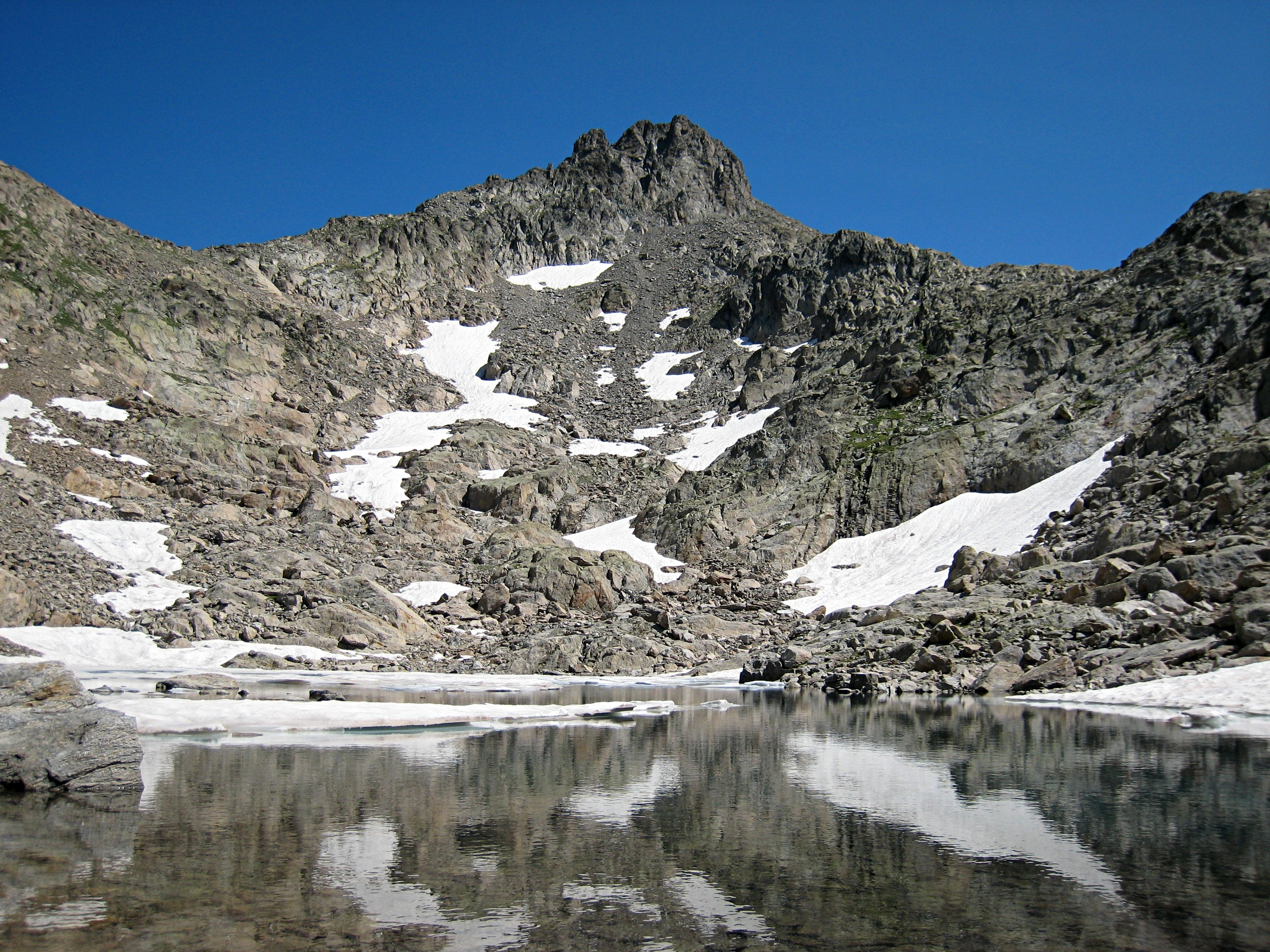
Cima dell'Agnello

Sul lato occidentale della valle nelle Alpi Marittime:
- Monte Pozzo (569 m)
- Monte Grazian (862 m)
- Monte l'Arbouin (1.572 m)
- Monte Ventabren(1.976 m)
- Cima di Coss (1.679 m)
- Punta dei Tre Comuni (2.082 m)
- Monte Bego (2.873 m)
- Monte Clapier (3.045 m)
- Cima dell'Agnello (2.852 m)
- Rocca dell'Abisso (2.765 m)

### Valli laterali

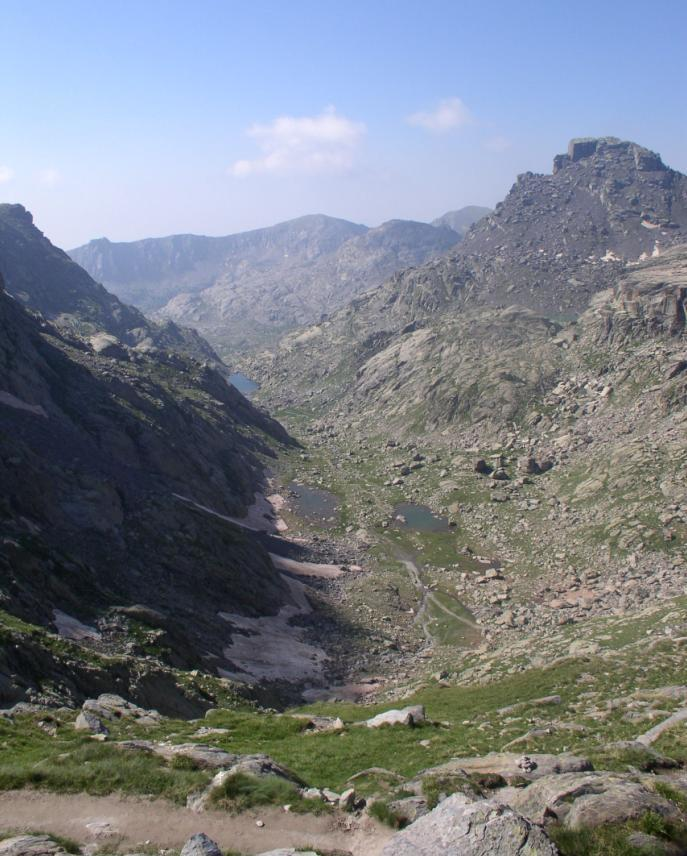
Valle delle Meraviglie

- Valle della Bendola (Val de la Béndole)
- Valle del Cairos (Val du Cayros)
- Valle del Levenza (Val de Levence)
- Valmasca (Valmasque)
- Vallone della Miniera (Vallon de la Minière)
- Valle delle Meraviglie (Vallée des Merveilles), con le famosi incisioni rupestri

## Rifugi alpini
Per favorire l'escursionismo di alta montagna e l'accesso alle vette della valle vi sono diversi rifugi alpini:
- Refuge des Merveilles - 2.111 m
- Refuge de Valmasque - 2.221 m

## Lingue
Nella valle viene parlato come lingua ufficiale il francese nella parte francese e l'italiano nella parte italiana.
La popolazione più anziana di Tenda e Briga Marittima parla anche in italiano.
Nella valle sono presenti dialetti liguri di tipo alpino (da nord a sud):
- Brigasco
- Roiasco
- Intemelio

Il comune di Olivetta San Michele in provincia di Imperia è stato attribuito all'area linguistica occitana, anche se alcuni autori considerano questa attribuzione del tutto arbitraria.

## Economia
L'economia della val Roia francese ruota soprattutto fuori della valle verso Mentone, il Principato di Monaco e Nizza, mentre l'economia della parte della val Roia italiana ruota intorno al centro di Ventimiglia e anche verso Sanremo e Imperia.

## Comuni

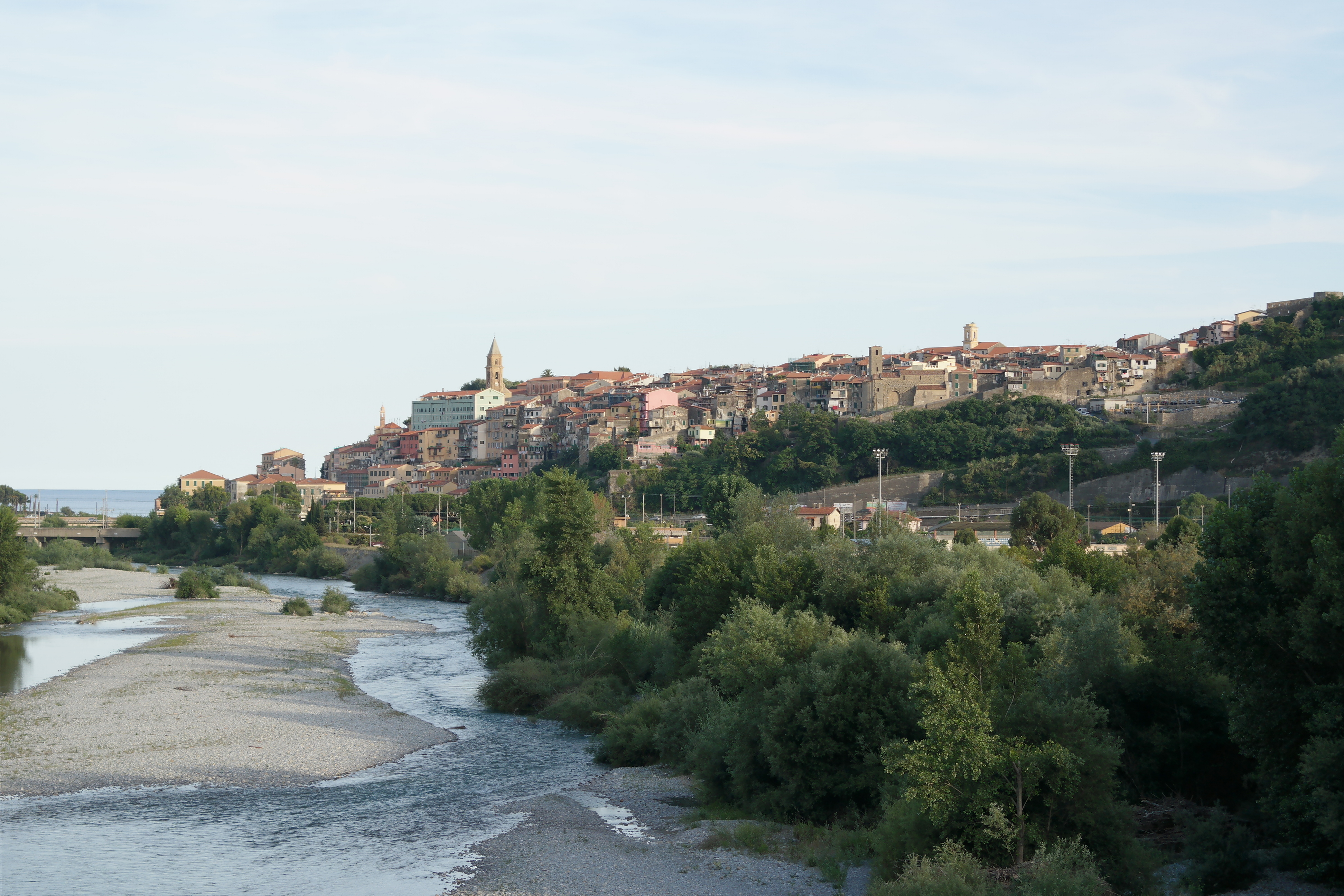
Ventimiglia

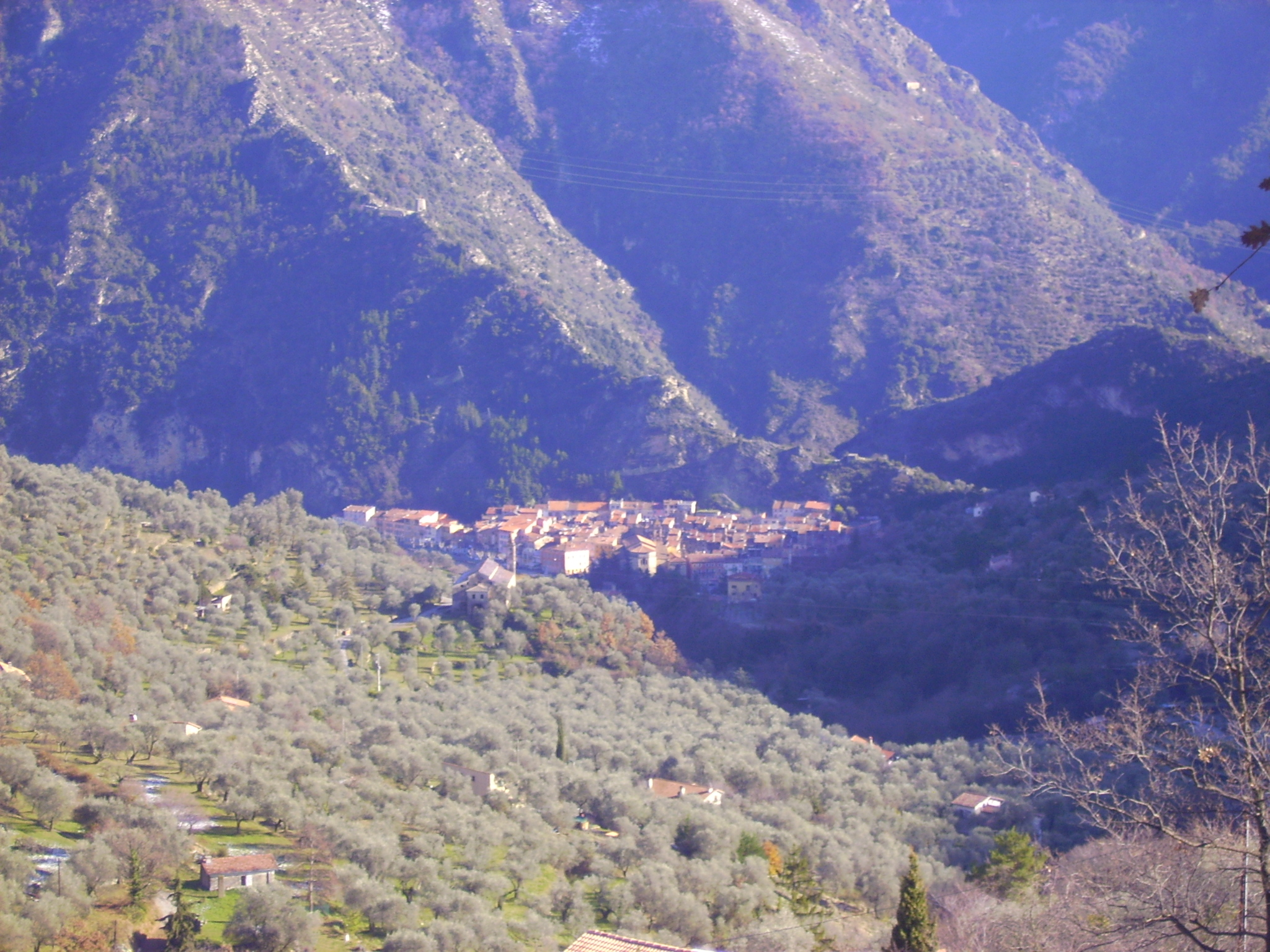
Breglio

Questi sono i comuni compresi interamente o in parte nella val Roia:
| Comune                      | Abitanti   | Superficie | Densità       | Altitudine   |
| --------------------------- | ---------- | ---------- | ------------- | ------------ |
| Tenda (Tende)               | 1.844 ab.  | 174,08 km² | 10,59 ab./km² | 816 m s.l.m. |
| Briga Marittima (La Brigue) | 595 ab.    | 88,29 km²  | 6,74 ab./km²  | 748 m s.l.m. |
| Fontano (Fontan)            | 234 ab.    | 46 km²     | 5,09 ab./km²  | 434 m s.l.m. |
| Saorgio (Saorge)            | 396 ab.    | 90,5 km²   | 4,38 ab./km²  | 513 m s.l.m. |
| Breglio (Breil-sur-Roya)    | 2.028 ab.  | 82,32 km²  | 24,64 ab./km² | 287 m s.l.m. |
| Olivetta San Michele        | 254 ab.    | 13,84 km²  | 18 ab./km²    | 292 m s.l.m. |
| Airole                      | 495 ab.    | 14,74 km²  | 33 ab./km²    | 149 m s.l.m. |
| Ventimiglia                 | 25.730 ab. | 54,06 km²  | 476 ab./km²   | 0 m s.l.m.   |